# Правителство на Марин Райков
Правителството на Марин Райков е деветдесет и първото правителство на Република България (третото служебно), назначено с Указ № 56 от 13 март 2013 г. на Росен Плевнелиев. Управлява страната до 29 май 2013 г., след което е наследено от правителството на Пламен Орешарски.

## Политика

### Вътрешна политика
Кабинетът идва на власт след подадената оставка на кабинета „Борисов“ в отговор на Антимонополните протести в страната и след провалените 3 опита за съставяне на правителство. Мандатът на правителството е прекратен на 29 май 2013 г. с избирането на правителството на Пламен Орешарски.

## Съставяне
Кабинетът, предложен от Росен Плевнелиев, е формиран от независими експерти.

### Кабинет
Сформира се от следните 16 министри и един председател:
| министерство                                                          | име | име                 | партия     |
| --------------------------------------------------------------------- | --- | ------------------- | ---------- |
| министър-председател, външни работи                                   |     | Марин Райков        | безпартиен |
| заместник министър-председател, регионално развитие и благоустройство |     | Екатерина Захариева | ГЕРБ       |
| заместник министър-председател, труд и социална политика              |     | Деяна Костадинова   | безпартиен |
| заместник министър-председател1                                       |     | Илияна Цанова       | безпартиен |
| вътрешни работи                                                       |     | Петя Първанова      | безпартиен |
| здравеопазване                                                        |     | Николай Петров      | ГЕРБ       |
| земеделие и храни                                                     |     | Иван Станков        | безпартиен |
| икономика, енергетика и туризъм                                       |     | Асен Василев        | безпартиен |
| култура                                                               |     | Владимир Пенев      | безпартиен |
| образование, младеж и наука                                           |     | Николай Милошев     | безпартиен |
| околна среда и води                                                   |     | Юлиан Попов         | безпартиен |
| отбрана                                                               |     | Тодор Тагарев       | безпартиен |
| правосъдие                                                            |     | Драгомир Йорданов   | безпартиен |
| транспорт, информационни технологии и съобщения                       |     | Кристиан Кръстев    | безпартиен |
| физическо възпитание и спорт                                          |     | Петър Стойчев       | безпартиен |
| финанси                                                               |     | Калин Христов       | безпартиен |
| министър без портфейл                                                 |     | Роман Василев       | безпартиен |

- 1: – отговарящ за управлението на средствата от Европейския съюз.
- 2: – отговарящ за развитието на електронното правителство без ранг на министерство.

## Образование на министрите
Разпределението на министрите според завършения университет е следното:
- Университет за национално и световно стопанство – 4;
- Софийски университет „Св. Климент Охридски“ – 3;
- Нов български университет – 1;
- Пловдивски университет „Паисий Хилендарски“– 1;
- Национален военен университет „Васил Левски“ – 1;
- Селскостопанска академия – 1;
- Харвард – 1;
- Чинхуа – 1.